# The Good Guys
The Good Guys ist eine US-amerikanische Fernsehserie, die am 19. Mai 2010 Premiere beim Sender Fox hatte. Die Serie besteht aus 20 Folgen, die trotz zwischenzeitlicher Überarbeitung, als in einer Staffel angeführt werden. Grund war der Versuch, eine Serie außerhalb der Hauptsaison für Fernsehserien, zu etablieren, und diese dann im angestammten Programm im Herbst fortzusetzen. Dies misslang jedoch. Die Hauptrollen übernahmen Bradley Whitford und Colin Hanks.

## Inhalt
Die Serie folgt einem Old-School-Polizisten und seinem neuen jungen Partner, welcher sich, im Gegensatz zu ihm, immer an die Regeln hält.

## Darsteller und Figuren
- Bradley Whitford als Dan Stark, ein alternder großschnäuziger, Schnurrbart-tragender Detective, der immer noch stark in seiner ruhmreichen Vergangenheit schwelgt
- Colin Hanks als Jack Bailey, Starks neuer, junger ambitionierter Partner
- Jenny Wade als Liz Traynor, Assistenz-Staatsanwältin und Jacks Exfreundin
- Diana Maria Riva als Lieutenant Ana Ruiz, Jack und Dans Vorgesetzte
- RonReaco Lee als Julius Grant, ein Kleinkrimineller, der eine Bar betreibt
- Angela Sarafyan als Samantha Evans, eine Tatortermittlerin
- Joel Spence als Elton Hodges, ein weiterer Detective und Lieutenant Ruiz’ Stellvertreter
- Gary Cole, Frank Savage, Dan Starks Ex-Partner aus seinen glorreichen Zeiten in den 1980ern